# La nube avvelenata
La nube avvelenata (The Poison Belt), edito anche come La fine del mondo, è un romanzo fantastico del 1913 di Arthur Conan Doyle. È il secondo libro con protagonista il professor Challenger, ma a differenza del precedente Il mondo perduto si svolge quasi interamente in una stanza della casa di Challenger nel Sussex, per spostarsi solo brevemente a Londra.

## Trama
Challenger invia dei telegrammi chiedendo ai compagni della precedente avventura, Edward Malone, lord John Roxton e il professor Summerlee, di raggiungerlo nella sua casa fuori Londra, e raccomanda ciascuno di loro "Portate ossigeno". Nel loro viaggio verso la casa del professore, i tre notano il comportamento incostante delle persone, e al loro arrivo vengono accolti in una stanza sigillata, assieme a Challenger e a sua moglie. Nel corso delle sue ricerche, Challenger ha predetto che la Terra sta entrando in una nube di etere velenoso. Egli collega un'epidemia scoppiata tra gli indigeni di Sumatra, di cui si è appena saputo tramite il giornale, a questo evento, e si attende quindi che l'intera umanità venga soffocata dall'etere.
I cinque attendono all'interno della stanza sigillata il passaggio della Terra nella nube e sono testimoni della morte di uomini e animali all'esterno. Infine l'ultima bombola di ossigeno termina ed essi aprono una finestra, pronti a morire, ma con loro sorpresa nulla accade e quindi concludono che la Terra sia uscita dalla nube. Si mettono quindi in viaggio con l'automobile di Challenger, attraversando la campagna deserta e arrivando a Londra. Lì incontrano un solo sopravvissuto, una donna anziana paralitica a cui il medico aveva prescritto l'ossigeno per far fronte alle crisi di asma.
Dopo essere tornati alla casa di Challenger, però, essi scoprono che gli effetti dell'etere sono temporanei, e che il mondo si sta risvegliando senza alcuna consapevolezza del tempo perduto. Infine, Challenger e i suoi compagni riescono a convincere il mondo di ciò che è accaduto, fornendo l'unica spiegazione possibile per il terribile ammontare di morti e di distruzione che è stato causato dal temporaneo assopimento della popolazione, e come conseguenza l'umanità intera si trova a dare un valore molto maggiore alla vita.